# Zwettl an der Rodl
Zwettl an der Rodl je městys v Rakousku ve spolkové zemi Horní Rakousy v okrese Urfahr-okolí. Žije zde přibližně 1 800 obyvatel.

## Geografie

### Geografická poloha
Zwettl an der Rodl se nachází ve spolkové zemi Horní Rakousy v regionu Mühlviertel. Rozloha území městyse činí 15,36 km², z nichž přibližně 29% pokrývá les.

### Části obce
Území městyse Zwettl an der Rodl zahrnuje 8 sídel:
- Innernschlag
- Langzwettl
- Lobenstein
- Saumstraß
- Schauerleithen
- Schauerschlag
- Straß
- Zwettl an der Rodl

### Sousední obce
- na severu: Bad Leonfelden
- na východě: Reichenau im Mühlkreis, Sonnberg im Mühlkreis
- na jihu: Kirchschlag bei Linz, Eidenberg
- na západě: Oberneukirchen

## Kultura a památky

### Stavby
- Farní kostel Nanebevzetí Panny Marie
- Barvířský dům (Färberhaus)
- Kamenné domy v Langzwettlu

## Galerie

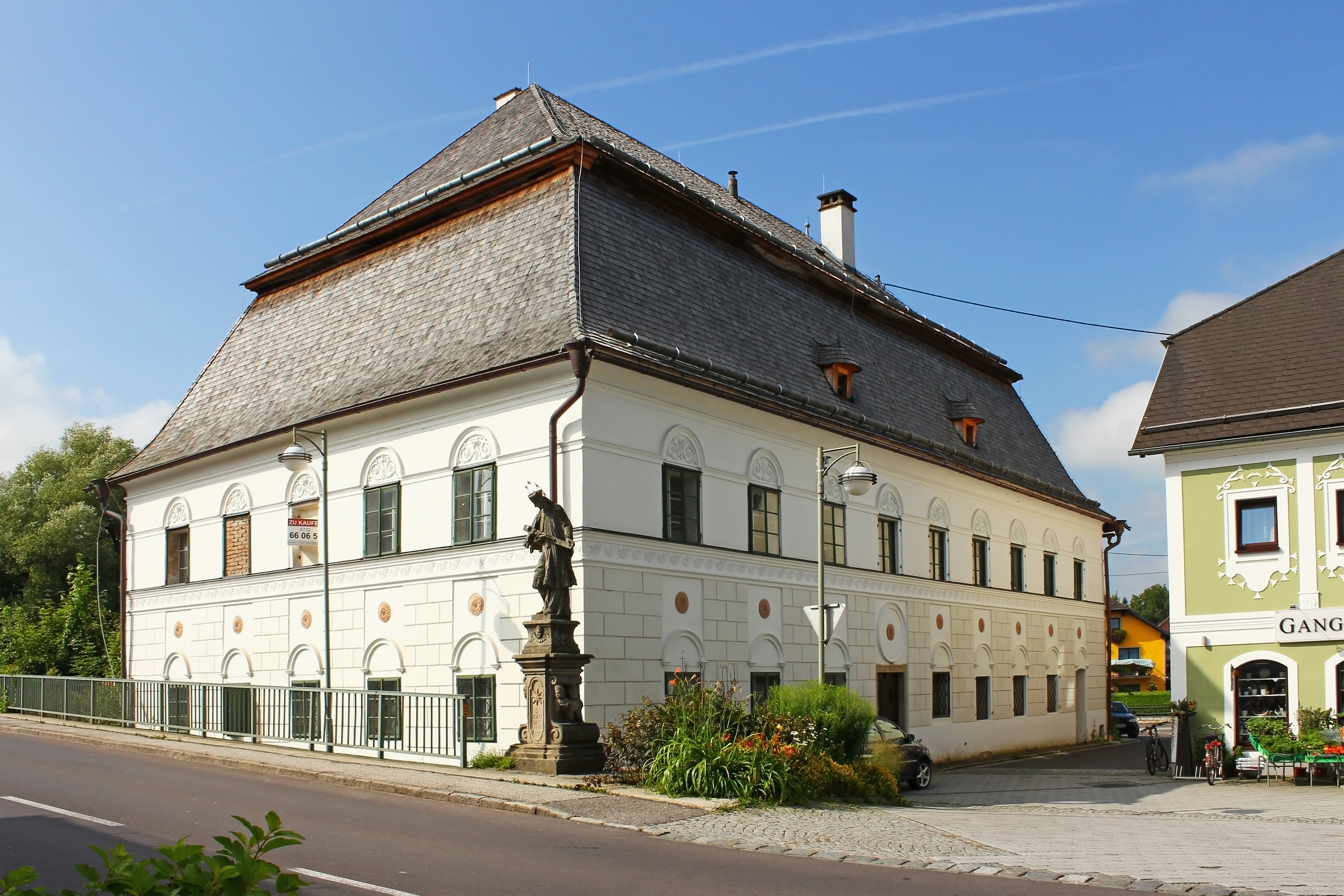
Barvířský dům
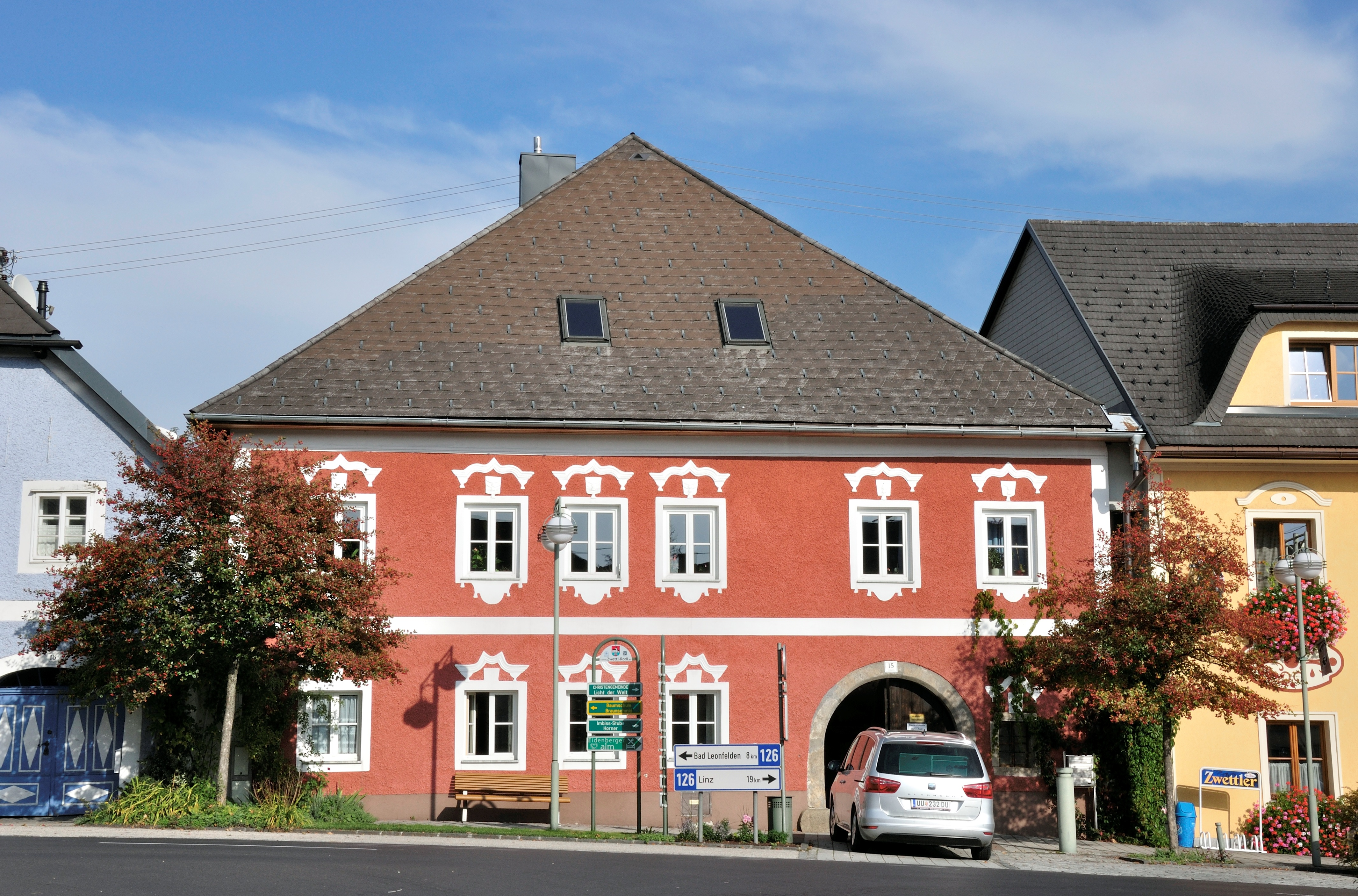
Jeden z domů na náměstí ve Zwettlu
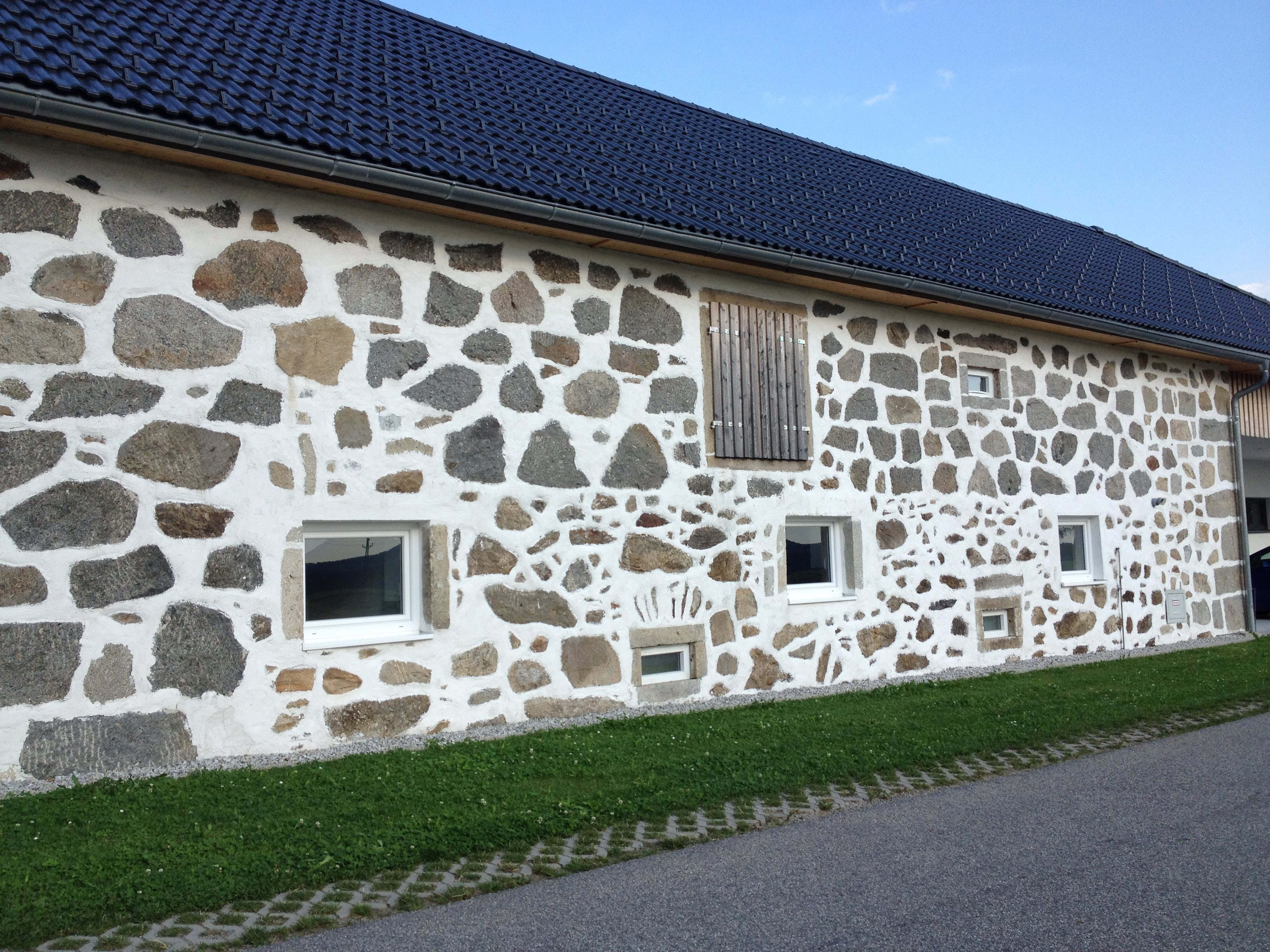
Jeden z domů v Langzwettlu